# Курочко Йосип Семенович
Йо́сип Семе́нович Ку́рочко (1911—1968) — український і польський хоровий диригент, педагог.

## Життєпис
Народився 28 січня 1911 року. Закінчив 1940 року Львівський університет, музичну освіту здобував у Львівській консерваторії. Працював керівником вокального квартетуЛьвівської філармонії, з 1943 року — у Польщі.
В 1956-1968 роках — з перервами — організатор та диригент мішаного хору Українського громадсько-культурного товариства у Варшаві.
Автор підручника для українських шкіл «Український шкільний пісенник» — «Читанки для 2 і 6 класів» (1960) — разом з Тетяною Голинською, Костем Кузиком, Миколою Сивіцьким, Яковом Гудемчуком та Іваном Бруком.
1966 року для урочистого концерту з нагоди 10-ліття УСКТ, який відбувся у варшавському Єврейському театрі з трьох українських колективів, що на той час працювали в Польщі, створено мішаний зведений хор. Він складався з перемиського (дириґент Ярослава Поповська), ґданського та варшавського. Цим звідним хором диригували на зміну: Ярослав Полянський, Я. Поповська та Йосиф Курочко. Кошалінський хор української молоді «Тисячоліття» (заснований 1987) виконує його твори. Помер 1968 року.